# Vertical Worship

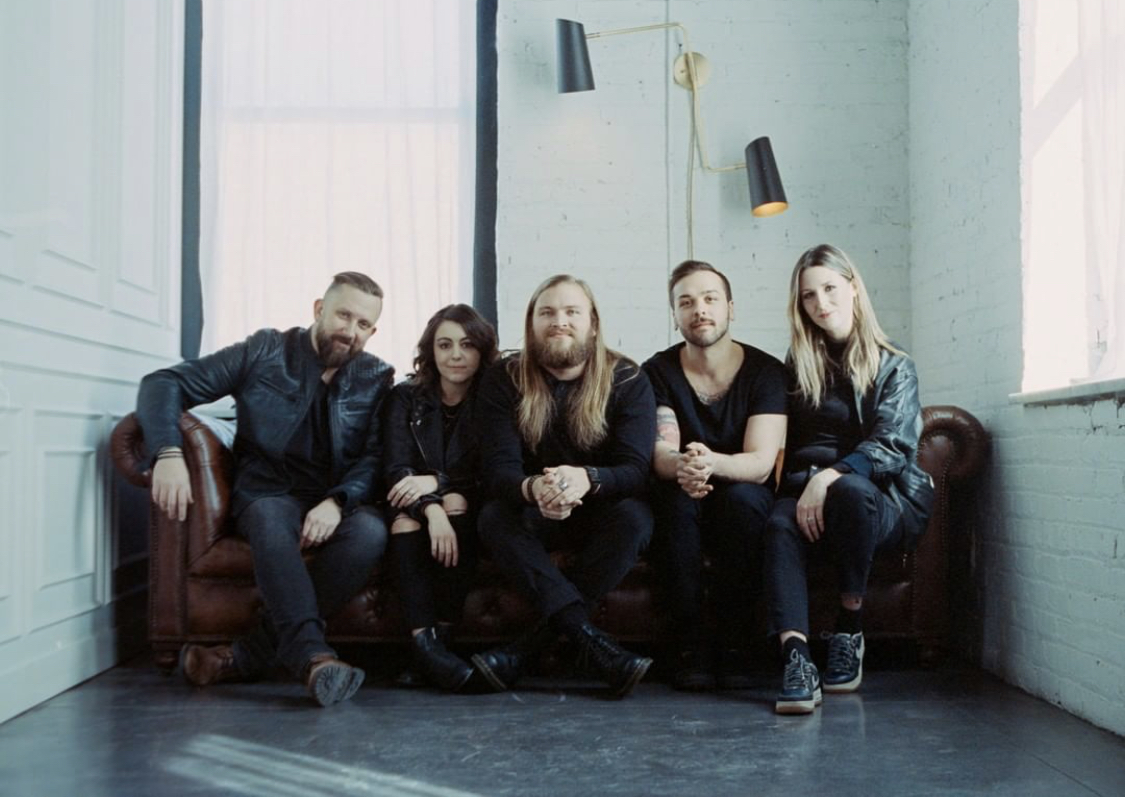
Vertical Worship (2020)

Vertical Worship ist eine US-amerikanische christliche Musikgruppe und Teil der Megachurch Harvest Bible Chapel.

## Geschichte
Vertical Worship ist ein Kollektiv aus Lobpreisleitern und Songwritern aus der Megachurch Harvest Bible Chapel in Chicago, das 2012 gegründet wurde und auch unter dem Namen Vertical Church Band aktiv war. Ihr erstes Album Live Worship from Vertical Church wurde im Juli 2012 bei Essential Records veröffentlicht. Die folgenden drei Livealben erreichten Einstiege in die Billboard 200, ihr drittes Album Church Songs erreichte außerdem den ersten Platz der Billboard Top Christian Albums. Das 2018 veröffentlichte Lied Yes I Will aus ihrem Album Bright Faith Bold Future wurde mit einer Goldenen Schallplatte ausgezeichnet und für den Dove Award als Worship Song of the Year nominiert.

## Diskografie

### Studioalben
- 2017: Vertical Worship

### Livealben
| Jahr | Titel                             | Höchstplatzierung, Gesamtwochen, AuszeichnungChartplatzierungen (Jahr, Titel, Platzierungen, Wochen, Auszeichnungen, Anmerkungen) | Höchstplatzierung, Gesamtwochen, AuszeichnungChartplatzierungen (Jahr, Titel, Platzierungen, Wochen, Auszeichnungen, Anmerkungen) | Anmerkungen                            |
| Jahr | Titel                             | US | Christ | Anmerkungen                            |
| ---- | --------------------------------- | --- | --- | -------------------------------------- |
| 2012 | Live Worship from Vertical Church | — | Christ10 (7 Wo.)Christ | Erstveröffentlichung: 31. Juli 2012    |
| 2013 | The Rock Won’t Move               | US58 (1 Wo.)US | Christ2 (4 Wo.)Christ | Erstveröffentlichung: 29. Oktober 2013 |
| 2015 | Church Songs                      | US31 (1 Wo.)US | Christ1 (3 Wo.)Christ | Erstveröffentlichung: 20. Januar 2015  |
| 2016 | Frontiers                         | US46 (1 Wo.)US | Christ2 (7 Wo.)Christ | Erstveröffentlichung: 29. Juli 2016    |
| 2018 | Bright Faith Bold Future          | — | Christ25 (15 Wo.)Christ | Erstveröffentlichung: 6. April 2018    |
| 2020 | Grace Is on Our Side              | — | Christ40 (1 Wo.)Christ | Erstveröffentlichung: 13. März 2020    |

### Kompilationen
- 2020: Yes I Will: Songs from Vertical Worship

### Extended Plays
- 2013: Vertical EP
- 2014: White EP
- 2018: Planetarium EP
- 2019: Yes I Will EP

### Singles
| Jahr | Titel Album                         | Höchstplatzierung, Gesamtwochen, AuszeichnungChartsChartplatzierungen (Jahr, Titel, Album, Platzierungen, Wochen, Auszeichnungen, Anmerkungen) | Anmerkungen         |
| Jahr | Titel Album                         | Christ | Anmerkungen         |
| ---- | ----------------------------------- | --- | ------------------- |
| 2018 | Yes I Will Bright Faith Bold Future | Christ6 Gold · (50 Wo.)Christ | Verkäufe: + 500.000 |
| 2020 | Faithful Now Grace Is On Our Side   | Christ37 (14 Wo.)Christ |                     |